# Sajólád
Sajólád is een plaats (község) en gemeente in het Hongaarse comitaat Borsod-Abaúj-Zemplén. Sajólád telt 3074 inwoners (2001).

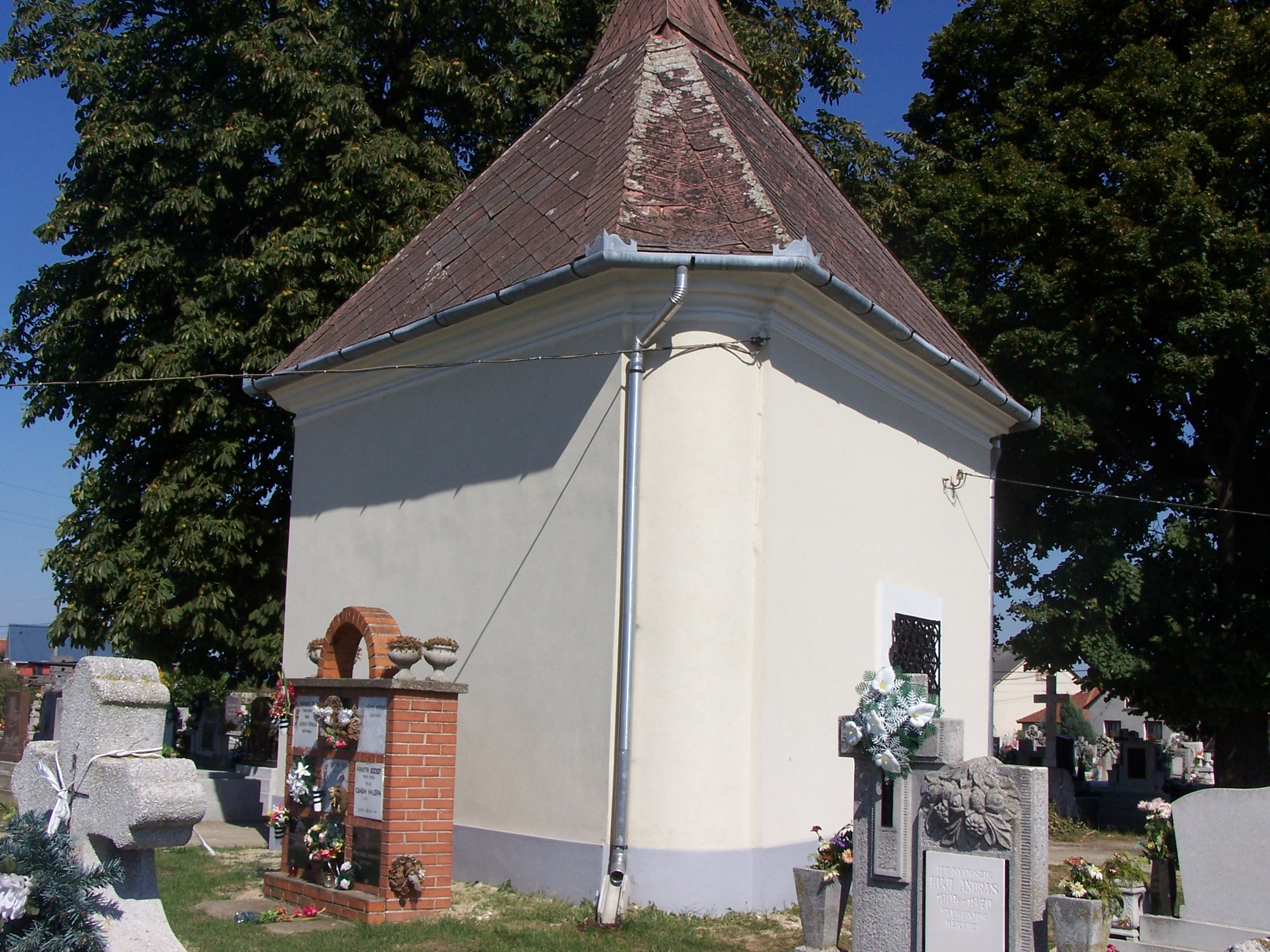
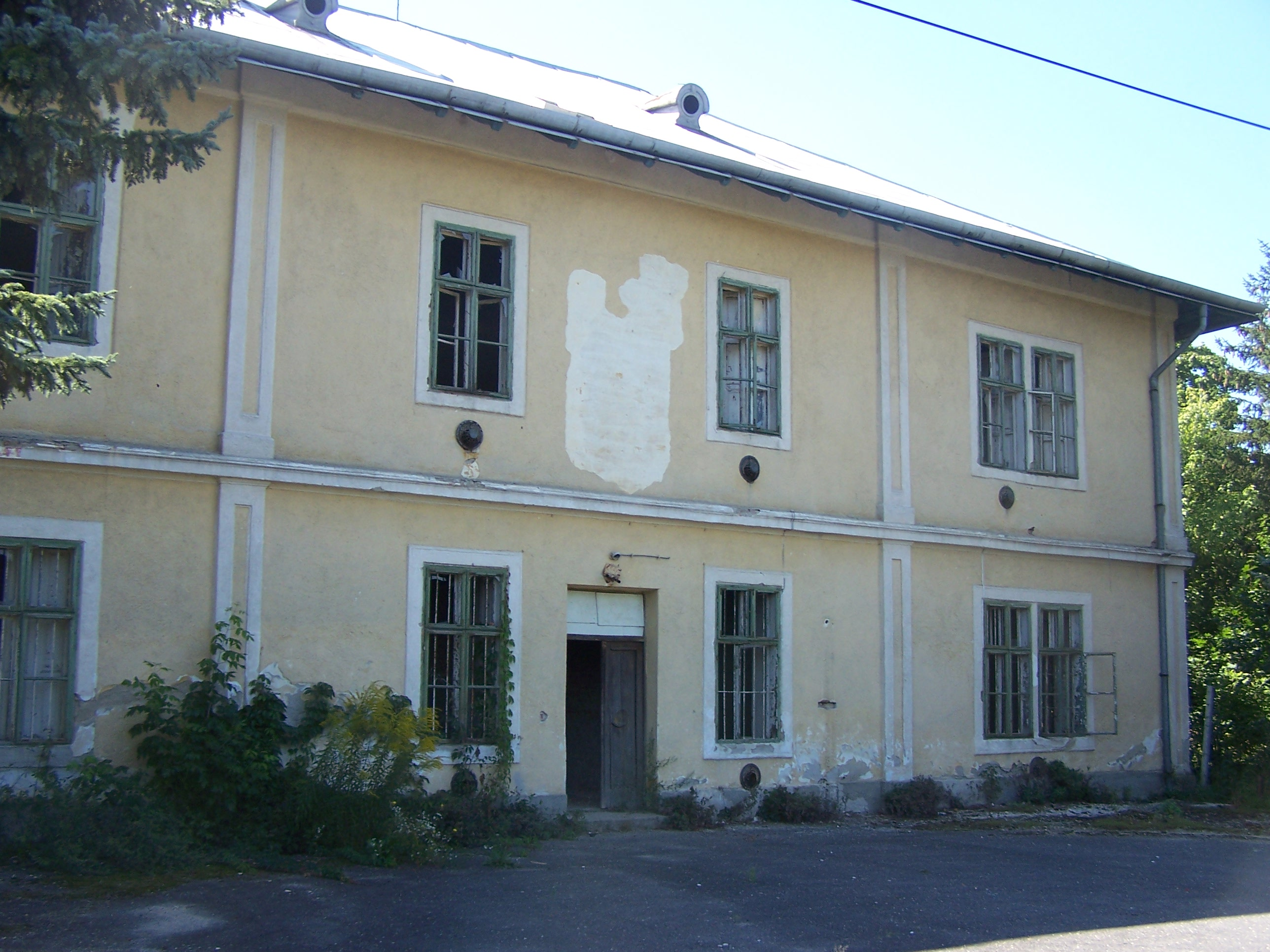